# Duane Denison
Duane Denison est un guitariste de rock américain, surtout connu pour sa participation au groupe The Jesus Lizard.

## Biographie
Il apprend la guitare classique au conservatoire de l'université d'Eastern Michigan, dont il sort diplômé,. Parmi ses professeurs figurent notamment Christopher Parkening.
Il affectionne cependant très tôt des groupes aux tendances art rock et expérimentales comme King Crimson, Killing Joke ou Public Image Ltd..
Ce n'est que plus tard qu'il s'intéresse véritablement au punk rock, en jouant tout d'abord dans Cargo Cult au début des années 1980. Après la sortie d'un album en 1984 sur Touch and Go Records, le groupe se sépare et Denison rejoint la même année The Jesus Lizard, qui acquerra une grande renommée dans la scène indépendante des années 1990. Il en restera un ingrédient indispensable jusqu'à sa dissolution, en 1999, tout en collaborant, ponctuellement ou plus assidument, avec d'autres formations. Il a ainsi participé à l'enregistrement de l'album Linger Ficken' Good de Revolting Cocks, joué en tournée avec Hank Williams III, et rejoint en 1995 le groupe Firewater, mené par le bassiste et chanteur Tod A. (ex-Cop Shoot Cop).
Plus tard il fonde le Denison-Kimball Trio avec Jim Kimball, l'ex-percussionniste de Mule et Laughing Hyenas. Il collabore également en tournée avec le groupe expérimental Mr. Bungle.
Avec le chanteur de ce dernier, Mike Patton, la complicité est immédiate et ils fondent en 2000 le groupe Tomahawk, bientôt accompagnés par l'ancien batteur d'Helmet, Jon Stanier. Plusieurs batteurs se sont succédé mais le groupe est toujours actif actuellement, ses deux fondateurs restant membres permanents.
Il a récemment lancé un nouveau projet, USSA, avec Paul Barker, ancien bassiste de Ministry, et est le dernier guitariste en date de Th' Legendary Shack Shakers.